# José de Jesús Méndez Vargas
José de Jesús Méndez Vargas (El Aguaje, Michoacán, 28 de febrero de 1974), conocido por su alias El Chango, es un exnarcotraficante mexicano y exlíder del cártel de la droga La Familia Michoacana.

## Carrera delictiva
Méndez Vargas inició su carrera delictiva como miembro del Cártel del Golfo, donde se desempeñó como sicario al servicio de Osiel Cárdenas Guillén. Posteriormente rompió relaciones con dicho cártel y se trasladó a Michoacán dónde, junto con Nazario Moreno González y Carlos Rosales Mendoza fundaron el cártel de La Familia Michoacana.
Méndez tomó el control del cártel después de que su exlíder, Nazario Moreno, fuera presuntamente asesinado en un tiroteo con la  Policía Federal Mexicana el 9 de diciembre de 2010. Su protección estaba a cargo de doce pistoleros a los que llamaba los "Doce Apóstoles". Su liderazgo, sin embargo, fue disputado por Servando Gómez Martínez y Enrique Plancarte Solís quienes abandonaron la organización y formaron los Caballeros Templarios.

## Sanción de la Ley Kingpin
El 25 de febrero de 2010, el Departamento del Tesoro de los Estados Unidos sancionó a Méndez en virtud de la Ley de Designación de Cabecillas Extranjeros del Narcotráfico (a veces denominada simplemente como la "Ley Kingpin"), por su participación en el tráfico de drogas junto con otros veintiún delincuentes internacionales y diez entidades extranjeras. La ley prohibió a los ciudadanos y empresas estadounidenses realizar cualquier tipo de actividad comercial con él, y prácticamente congeló todos sus activos en los EE. UU.

## Arresto y condena
Méndez fue capturado en un puesto de control vial el 21 de junio de 2011 por la Policía Federal Mexicana en el estado de Aguascalientes.El gobierno mexicano había ofrecido una recompensa de $30 millones de pesos por información que condujera a la captura de Méndez.El 8 de abril de 2014, un tribunal federal mexicano rechazó el recurso de amparo de Méndez para evitar su extradición a los Estados Unidos, donde es buscado en un tribunal federal de Nueva York por delitos de tráfico de drogas.
En diciembre de 2022, Méndez Vargas fue condenado a 45 años de prisión tras ser hallado culpable de los delitos de delincuencia organizada y portación de armas de uso exclusivo del Ejército, misma que fue ratificada en mayo de 2024 por un Tribunal Federal.
El 27 de febrero de 2025 fue extraditado a Estados Unidos junto a otros 28 narcotraficantes, entre ellos Rafael Caro Quintero y Miguel Treviño Morales, exlíderes del Cártel de Guadalajara y Los Zetas respectivamente.